# Carston Catcheside
Pas d'image ? Cliquez ici

b Matchs officiels uniquement.
 Howard Carston Catcheside, né le 18 août 1899 à Sunderland (Angleterre) et décédé le 10 mai 1987 à Wandsworth (Angleterre), était un joueur de rugby à XV, qui a joué avec l'équipe d'Angleterre, évoluant au poste d'ailier. 

## Carrière
Il a disputé son premier test match le 19 janvier 1924, à l’occasion d’un match contre l'équipe du pays de Galles et le dernier contre l'équipe d'Écosse le 10 mars 1927.
H.C. Catcheside est un des rares joueurs qui a réussi à marquer au moins un essai lors de chaque match d'une édition du tournoi des 5/6 Nations.

## Palmarès
- 8 sélections avec l'équipe d'Angleterre
- 18 points, 6 essais inscrits lors du tournoi des Cinq Nations 1924